# Caroline Santos
Caroline Gomes dos Santos (6 de febrero de 1996) es una deportista brasileña que compite en taekwondo.
Ganó dos medallas de plata en el Campeonato Mundial de Taekwondo, en los años 2019 y 2023, y dos medallas de oro en el Campeonato Panamericano de Taekwondo, en los años 2021 y 2022. En los Juegos Panamericanos de 2023 consiguió una medalla de bronce.

## Palmarés internacional
| Campeonato Mundial      | Campeonato Mundial           | Campeonato Mundial | Campeonato Mundial |
| Año                     | Lugar                        | Medalla            | Categoría          |
| ----------------------- | ---------------------------- | ------------------ | ------------------ |
| 2019                    | Mánchester (Reino Unido)     | Medalla de plata   | –62 kg             |
| 2023                    | Bakú (Azerbaiyán)            | Medalla de plata   | –62 kg             |
| Juegos Panamericanos    |                              |                    |                    |
| Año                     | Lugar                        | Medalla            | Categoría          |
| 2023                    | Santiago (Chile)             | Medalla de bronce  | Equipo             |
| Campeonato Panamericano |                              |                    |                    |
| Año                     | Lugar                        | Medalla            | Categoría          |
| 2021                    | Cancún (México)              | Medalla de oro     | –62 kg             |
| 2022                    | Punta Cana (Rep. Dominicana) | Medalla de oro     | –62 kg             |